# Kharaman Khan Nazare-Aga
Pour les articles homonymes, voir Youssef Khan Nazare-Aga.
Kharaman Khan Nazare-Aga (né à Paris le 2 mai 1877 et mort dans la même ville le 28 novembre 1955) est un diplomate et un officier français d'origine perse engagé volontaire dans la Légion étrangère durant toute la Première Guerre mondiale.

## Biographie

### Origines
Kharaman Nazare Aga, né à Paris en 1877, est le fils du général Yemin Nazare-Aga (1827-1912), chargé d'affaires (1869), puis, ministre plénipotentiaire de Perse auprès du gouvernement français de 1873 à 1905 et de Agaphia Malkom (1853-1923), une Arménienne, mariés en 1869. Il est le frère du compositeur Youssef Khan Nazare-Aga,.

### Études et carrière
Kharaman Nazare Aga effectue ses études en France. En octobre 1889, il entre au Collège Stanislas de Paris, puis il s'inscrit à l'École Polytechnique. À sa sortie, il entame une carrière diplomatique et occupe plusieurs postes en Europe, notamment en qualité de premier secrétaire de légation de Perse en Autriche-Hongrie. En juillet 1907, à Bruxelles, il est secrétaire de la mission persane chargée d'annoncer officiellement l'avènement du nouveau shah de Perse, Mohammad Ali Chah, au roi des Belges Léopold II.
Capitaine dans l'armée perse et n'ayant jamais servi dans l'armée française, le gouvernement français le nomme néanmoins, chevalier de la Légion d'honneur, à titre civil, pour services rendus à la Nation.

### Première Guerre mondiale
En août 1914, sans faire état de son grade dans l'armée perse et sans se prévaloir de son titre d'ancien élève de l'École Polytechnique, il signe un engagement pour la durée de la guerre au titre du 2e Régiment étranger (2e RE) et rejoint le dépôt de Toulouse le 25 août. Il est affecté au bataillon C, constitué à partir des 13e et 14e compagnies du 2e RE arrivant de Saïda et devant entrer dans la composition du 2e bataillon de marche du 2e RE. Ce bataillon est définitivement constitué le 30 septembre et quitte le dépôt de Toulouse, à destination du camp de Mailly-le-Camp pour y compléter son instruction. Le bataillon monte au front le 11 novembre 1914.
Le 3 décembre, le légionnaire Nazare-Aga est affecté à la compagnie de mitrailleuses du bataillon C, il est nommé au grade de caporal le 3 mars 1915 et de sergent le 28 mai. Il participe avec sa compagnie à l'offensive de Champagne,. Le 28 septembre 1915, le sergent Nazare-Aga est grièvement blessé par éclat d'obus. Il est évacué sur un hôpital de Lyon. En janvier 1916, il est affecté à la 2e compagnie de mitrailleuses du Régiment de marche de la Légion étrangère (RMLE), unité créée le 11 novembre 1915.
En juin 1916, le RMLE se prépare à participer à l'offensive de la Somme,. Le 4 juillet, les 2e et 3e bataillons s'élancent à l'assaut du village de Belloy-en-Santerre et l'enlèvent de haute lutte. Le 11 juillet, suivant il est nommé par décret ministériel au grade de sous-lieutenant à titre étranger pour la durée de la guerre et reste affecté à la 2e compagnie de mitrailleuses.
Le 16 mars 1917, l'ennemi s'est replié sur une ligne fortifiée connue sous le nom de ligne Hindenburg. Le RMLE participe à l'opération qui vise à reprendre la place. En juin 1917, Kharaman Nazare Aga obtient son second galon et la croix de la Légion d'honneur avec comme citation : 

« Engagé volontaire pour la durée de la guerre, s'est bravement conduit dans tous les combats livrés par le régiment, particulièrement en 1915 en Champagne, et en 1916 sur la Somme. À fait preuve, à nouveau, au cours des récentes opérations d'une belle crânerie au feu et d'un remarquable dévouement. Déjà blessé et deux fois cité à l'ordre au cours de la campagne. ».

Le 17 novembre 1917, le sous-lieutenant est promu lieutenant à titre définitif. Le 27 mai 1918, il est promu au grade de capitaine à titre temporaire par décision du général en chef et prend le commandement d'une compagnie de mitrailleuses.
Après la signature de l'armistice du 11 novembre 1918, le capitaine Nazare-Aga suit le RMLE qui occupe la ville de Frankenthal sur la rive gauche du Rhin. Le 25 mars 1919, alors que le RMLE quitte le Palatinat pour rejoindre l'Algérie, le capitaine Nazare-Aga est dirigé sur le 1er régiment de cuirassiers pour être démobilisé le 25 mars 1919.

### Après la guerre
Après sa libération, chef de bataillon de réserve, il conserve des liens étroits avec les anciens du RMLE. Il est président de l’association des anciens combattants, engagés volontaires dans l’armée française. Il crée une amicale des « Volontaires étrangers » de la grande guerre qui se veut différente des amicales regroupant d'anciens légionnaires. Pour être membre de l'amicale, il faut avoir servi dans l'un des régiments de marche qui ont combattu sur le front français.
Le journal The Paris Times du 27 mars 1925 désigne Kharaman Nazare Aga « L'homme du jour », en raison de ses dix citations en temps de guerre, du fait qu'il soit probablement le seul volontaire de 1914 à demeurer au front durant tout le conflit et de son rôle dans l'association des engagés volontaires dans l'armée française. D'autre part, ses biens en Perse ayant été détruits et ne rapportant plus aucun revenu, il ouvre un magasin d'antiquités persanes avec son frère au no 3 avenue Pierre Ier de Serbie à Paris.
Il reste en rapport avec le général Rollet qui l'invite à ranimer la flamme du « Soldat inconnu » le 1er novembre 1937, devant les membres de son amicale. Pendant la Seconde Guerre mondiale, il s'efforce de soutenir le moral des prisonniers de guerre. En 1946, il fonde la Maison des Invalides de la Légion Étrangère et envisage la construction d'une maison destinée à recevoir les grands invalides qui sera installée au château de Saint-Jullin dans l'Isère.

## Honneurs et décorations
- Kharaman-Khan (titre nobiliaire iranien) ;
- Officier de la Légion d'honneur (1920)[15] ;
- Commandeur de la Légion d'honneur (1934)[15] ;
- Croix de guerre 1914-1918 avec 1 palme et 9 étoiles (1 de vermeil, 5 d'argent et 3 de bronze)[16] ;
- Légionnaire de 1re classe d'honneur en 1945.

## Sources
- Division histoire et patrimoine de la Légion étrangère
- Képi blanc